# Liste der Baudenkmäler in Ebern
Auf dieser Seite sind die Baudenkmäler in der unterfränkischen Stadt Ebern zusammengestellt. Diese Tabelle ist eine Teilliste der Liste der Baudenkmäler in Bayern. Grundlage ist die Bayerische Denkmalliste, die auf Basis des Bayerischen Denkmalschutzgesetzes vom 1. Oktober 1973 erstmals erstellt wurde und seither durch das Bayerische Landesamt für Denkmalpflege geführt wird. Die folgenden Angaben ersetzen nicht die rechtsverbindliche Auskunft der Denkmalschutzbehörde.
 Diese Liste gibt den Fortschreibungsstand vom 23. Februar 2024 wieder und enthält 169 Baudenkmäler.

## Ensembles

### Ensemble Altstadt Ebern mit Vorstädten
Die 1216 erstmals urkundlich erwähnte Siedlung (Lage) erhielt 1335 von Ludwig dem Bayern das Stadtrecht. In der Folge entwickelte sich die Stadt mit nahezu quadratischem Grundriss, umgeben von der in großen Teilen erhaltenen Befestigung des 14.–17. Jahrhunderts. Sie wird in Nord-Süd-Richtung durchschnitten von der ehemaligen Handelsstraße Nürnberg-Thüringen, die sich straßenplatzmäßig zum Markt erweitert. Die Pfarrkirche im Nordosten und das stattliche Rathaus im Südwesten heben den Marktplatz als Zentrum hervor. Die Bebauung innerhalb der Mauern stammt weitgehend aus der Zeit nach dem Stadtbrand 1430. An drei Seiten schließen sich Vorstädte an: Im Norden die Spitalvorstadt, die sich entlang von Kapellenstraße und Ritter-von-Schmitt-Straße als langgezogene, den Stadtkern tangierende Kurve erstreckt und infolge des 1352 gestifteten Spitals entstanden ist. Dort dominieren Ackerbürgeranwesen überwiegend mit Fassadengestaltungen des 19. Jahrhunderts das Erscheinungsbild. Im Süden Klein Nürnberg, wo Reisende und Kaufleute außerhalb der Stadtbefestigung Herbergen, Pferdeställe und Stapelplätze für Waren fanden. Im Westen die Sandhofer Vorstadt mit ihren Handwerksbetrieben am Mühlbach und der Neubrückentorstraße. Die am Osthang der Baunach leicht erhöht gelegene Stadt besitzt mit den charakteristischen Bauten der Stadtpfarrkirche, dem ehemaligen Schüttboden und dem Grautor eine weithin wirksame Stadtsilhouette. Umgrenzung: Walk-Strasser-Anlage - Ostgrenze des Anwesens Klein Nürnberg 1-11 - Westgrenze des Anwesens Klein Nürnberg 14-6 - Hirtengasse bis Nr. 20 - Süd- bzw. Westgrenzen der Grundstücke südlich der Untergasse bis Mühlgrabenweg 1 - Neubrückentorstraße - 14-2 (Nordgrenze der Anwesen) - Ritter-von-Schmitt-Straße 28-2 (nordwestliche Grundstücksgrenzen) - Kapellenstraße 1-31 (nordwestliche Grundstücksgrenzen) - Kappelenstraße 34-14 (östliche Grundstücksgrenzen, inkl. Sutte, mit Anschluss an Walk-Strasser-Anlage). Aktennummer: E-6-74-130-1.

## Stadtbefestigung
Die Stadtmauer beschreibt ein Rechteck und besteht aus Sandsteinquadermauern des 14.–17. Jahrhunderts. Der östliche Mauerzug verläuft an der Walk-Strasser-Anlage. Der südliche Mauerzug erstreckt sich von der Walk-Strasser-Anlage über den Grauturm zum Gänsturm am Hirtenberg. Der westliche und nördliche Mauerzug ist oft von Häusern überbaut, zwischen Marktplatz/Spitaltorstraße und Ritter-von-Schmitt-Straße/Hirtengasse. Aktennummer:  D-6-74-130-2.

| Lage | Objekt            | Beschreibung | Akten-Nr.              | Bild              |
| --- | ----------------- | --- | ---------------------- | ----------------- |
| Nähe Ritter-von-Schmitt-Straße, zwischen Hirtenberg und Rückseite der Anwesen Marktplatz 42 und 44 (Standort) | Gänsturm          | Südwesteckturm der Stadtbefestigung, quadratischer Schaft mit abgesetztem Obergeschoss und Zwiebelhaube, Sandsteinquader, 15.–17. Jahrhundert                                         | D-6-74-130-3 Wikidata  | weitere Bilder    |
| Nähe Ritter-von-Schmitt-Straße, zwischen Ritter-von-Schmitt-Straße 13, 15 und Rosengasse 11 (Standort)        | Storchenturm      | Nordwesteckturm der Stadtbefestigung,Sandsteinquaderbau mit Zwiebelhaube, 15.–17. Jahrhundert; jetzt ganz in Häusern eingebaut                                                        | D-6-74-130-4 Wikidata  | weitere Bilder    |
| Marktplatz 46 (Standort)                                                                                      | Grauturm          | Viereckiger Torturm der Stadtbefestigung, Sandsteinquaderbau mit Zwiebelhaube, die beiden oberen Geschosse abgesetzt, an der Stadtseite Treppenturm mit Fachwerk, 14.–16. Jahrhundert | D-6-74-130-60 Wikidata | weitere Bilder    |
| Nähe Ritter-von-Schmitt-Straße (Standort)                                                                     | Diebsturm         | Südöstlicher Eckturm der Stadtbefestigung, Sandsteinquaderbau mit abgesetztem Obergeschoss und welscher Haube, 15.–17. Jahrhundert                                                    | D-6-74-130-83 Wikidata | weitere Bilder    |
| Nähe Ritter-von-Schmitt-Straße (Standort)                                                                     | Pfarrgartenturm   | Nordöstlicher Eckturm der Stadtbefestigung, Sandsteinquaderbau mit welscher Haube und stadtseitiger Öffnung, 15.–17. Jahrhundert                                                      | D-6-74-130-84 Wikidata | weitere Bilder    |
| Rittergasse 3 (Standort)                                                                                      | Hierzu Stadtmauer | | D-6-74-130-70 Wikidata | Hierzu Stadtmauer |

## Baudenkmäler nach Gemeindeteilen

### Ebern
| Lage | Objekt                                                                                  | Beschreibung | Akten-Nr.               | Bild                                 |
| --- | --------------------------------------------------------------------------------------- | --- | ----------------------- | ------------------------------------ |
| Alte Ziegelei; Baunach; Neubrückentorstraße; Baunach (Standort)                                                                | Brücke zwischen Ebern und dem Ortsteil Sandhof                                          | Zweijochige Brücke aus Sandsteinquadern, 18. Jahrhundert | D-6-74-130-65 Wikidata  | weitere Bilder                       |
| Alte Ziegelei; Baunach; Neubrückentorstraße; Baunach (Standort)                                                                | Zwei Figurenpfeiler                                                                     | Darauf die Heiligen Johannes Nepomuk und Antonius, beide 18. Jahrhundert | D-6-74-130-65 Wikidata  | weitere Bilder                       |
| Alte Ziegelei; Baunach; Neubrückentorstraße; Baunach; auf der Ostseite der Brücke, in einer Anlage neben der Brücke (Standort) | Kreuzstein                                                                              | Mit Darstellung des Gekreuzigten, Sandstein, wohl 16./17. Jahrhundert | D-6-74-130-65 Wikidata  | weitere Bilder                       |
| Badgasse 1 (Standort) | Wohnhaus                                                                                | Zweigeschossiger und traufständiger Halbwalmdachbau mit Fachwerkobergeschoss und verschiefertem Giebel, 1793 | D-6-74-130-6 Wikidata   | weitere Bilder                       |
| Badgasse 1 (Standort) | Haustür                                                                                 | Bezeichnet „1794“ | D-6-74-130-6 Wikidata   | weitere Bilder                       |
| Bahnhofstraße 1 (Standort) | Wohnhaus                                                                                | Zweigeschossiger Mansardwalmdachbau, Zwerchhäuser mit Schweifgiebeln und Erkern, Jugendstil, bezeichnet „1902“ | D-6-74-130-7 Wikidata   | weitere Bilder                       |
| Bahnhofstraße 4 (Standort) | Ehem. Verlagshaus                                                                       | Ehem. Verlagshaus der Tageszeitung „Bote für den Itz- und Baunachgrund“, zweigeschossiger, verputzter Massivbau mit Mansardwalmdach, rustiziertem Rundbogenportal und Gurtgesims, in Fassadenmitte Erker mit Zierfachwerk und Zwiebelhaube, 1928 von Johann Schäfer, mit Ausstattung | D-6-74-130-257          | weitere Bilder                       |
| Bahnhofstraße 4 (Standort) | Ehem. Verlagsdruckerei                                                                  | Eingeschossiger Flachdachbau, 1928, später aufgestockt und verändert. | D-6-74-130-257          | weitere Bilder                       |
| Bahnhofstraße 6, 6a (Standort)                                                                                                 | Postdienstgebäude                                                                       | Ehem. Postdienst- sowie Telegrafen- und Fernsprechbezirksgebäude, zwei zweigeschossige, verputzte Massivbauten mit Satteldächern und geschweiften Giebeln, im Obergeschoss Mietswohnungen                                                                                            | D-6-74-130-258          | weitere Bilder                       |
| Bahnhofstraße 6, 6a (Standort)                                                                                                 | Postdienstgebäude                                                                       | Südlich eingeschossiger Anbau, späthistoristisch, Entwurf Oberpostdirektion Würzburg, um 1926. | D-6-74-130-258          | weitere Bilder                       |
| Bahnhofstraße 15 (Standort) | Friedhofskapelle St. Maria, Georg und Vitus                                             | Saalbau mit eingezogenem Chor, Maßwerkfenster, 15. Jahrhundert, Erhöhung des Langhauses mit geohrten Fenstern, Satteldach und Dachreiter mit Zwiebel und Laterne, 18. Jahrhundert; mit Ausstattung                                                                                   | D-6-74-130-9 Wikidata   | weitere Bilder                       |
| Bahnhofstraße 15, Nähe Bahnhofstraße (Standort)                                                                                | Friedhof, Kreuzwegstationen entlang der Friedhofsmauer                                  | Sandsteinädikulen mit Reliefs, neuklassizistisch, 1883 | D-6-74-130-9 Wikidata   | weitere Bilder                       |
| Bahnhofstraße 15 (Standort) | Friedhof, Kreuzigungsgruppe                                                             | Christus, Maria und Johannes auf Inschriftsockeln, Sandstein, neugotisch, um 1870/80 | D-6-74-130-9 Wikidata   | weitere Bilder                       |
| Bahnhofstraße 15 (Standort) | Friedhof, Kriegerdenkmal für 1870/71                                                    | Gestufter obeliskförmiger Schaft mit Inschrifttafeln und Reliefs, bekrönt von Figur der Siegesgöttin | D-6-74-130-9 Wikidata   | weitere Bilder                       |
| Bahnhofstraße 15 (Standort) | Friedhof, Grabdenkmäler                                                                 | Grabdenkmäler des frühen 19. und 20. Jahrhunderts | D-6-74-130-9            | BW                                   |
| Bahnhofstraße 15 (Standort) | Friedhof, Einfriedung                                                                   | | D-6-74-130-9            | weitere Bilder                       |
| Bahnhofstraße 15, an der östlichen Außenseite der Friedhofsmauer (Standort)                                                    | Friedhof, Bildstockkopf mit halbrunder Nische                                           | 1756 | D-6-74-130-9 Wikidata   | weitere Bilder                       |
| Braugasse 6 (Standort) | Ehemaliges Sudhaus                                                                      | Eingeschossiger traufständiger Satteldachbau, mit Hausteinsockel und Fachwerk, 1734 | D-6-74-130-141 Wikidata | weitere Bilder                       |
| Georg-Nadler-Straße; vor Nr. 1 (Standort)                                                                                      | Bildstock                                                                               | Reicher figürlicher Aufsatz mit Marienkrönung und Inschrift, auf gewundenem Schaft, bezeichnet „1700“ | D-6-74-130-168 Wikidata | weitere Bilder                       |
| Georg-Nadler-Straße 2 (Standort)                                                                                               | Ehemaliges Forstamt                                                                     | Dreigeschossiger und traufständiger Walmdachbau, mit Freitreppe und Treppenturm mit welscher Haube, verputzte Obergeschosse über Hausteinsockel, Eckquaderung, 1919/20 | D-6-74-130-160 Wikidata | weitere Bilder                       |
| Georg-Nadler-Straße 6; Georg-Nadler-Straße 8; Georg-Nadler-Straße 10 (Standort)                                                | Bildstock                                                                               | Zwischen zwei Bäumen, neubarock, um 1900, offenes Gehäuse mit Satteldach und Figurenschrein, Ecke Lützelebener Straße | D-6-74-130-11 Wikidata  | weitere Bilder                       |
| Gleusdorfer Straße; gegenüber Einmündung Bergstraße (Standort)                                                                 | Bildstock                                                                               | Relieftabernakel mit Walmdach auf gefastem Pfeiler, Sandstein, bezeichnet „1622“ | D-6-74-130-12 Wikidata  | weitere Bilder                       |
| Hirtengasse 2 (Standort) | Wohnhaus                                                                                | Zweigeschossiges und traufständiges Walmdachhaus mit Werksteingliederungen in Sandstein, spätklassizistisch, erste Hälfte 19. Jahrhundert | D-6-74-130-14 Wikidata  | weitere Bilder                       |
| Hirtengasse 2 (Standort) | Nebengebäude                                                                            | Eingeschossiger Fachwerkschuppen mit Frackdach und zweigeschossiges, traufständiges Satteldachhaus mit Fachwerkobergeschoss, 19. Jahrhundert | D-6-74-130-14 Wikidata  | weitere Bilder                       |
| Hirtengasse 4 (Standort) | Wohnhaus                                                                                | Eingeschossig und giebelständiger Fachwerkbau mit Satteldach, teilweise versteinert, um 1800 | D-6-74-130-15 Wikidata  | weitere Bilder                       |
| Hirtengasse 10 (Standort) | Wohnhaus                                                                                | Eingeschossiger und giebelständiger Fachwerkbau mit Satteldach, spätes 18. Jahrhundert | D-6-74-130-16 Wikidata  | Wohnhaus                             |
| Hirtengasse 24 (Standort) | Kellerhäuschen                                                                          | Zweigeschossiger Walmdachbau mit Sandsteinquadersockel und Fachwerkobergeschoss, bezeichnet „1788“ | D-6-74-130-17 Wikidata  | weitere Bilder                       |
| Hirtengasse 26 (Standort) | Kellerhäuschen                                                                          | Zweigeschossiger Satteldachbau mit Fachwerkobergeschoss, Erdgeschoss in Sandsteinquadern, bezeichnet „1787“ | D-6-74-130-18 Wikidata  | weitere Bilder                       |
| Hirtengasse; Nähe Hirtengasse (Standort)                                                                                       | Keller                                                                                  | Mit meist rundbogigen Toren, Sandstein, im südlichen Straßenabschnitt beiderseits der Hirtengasse, 18. Jahrhundert | D-6-74-130-19 Wikidata  | weitere Bilder                       |
| Hohler Stein; Sauhütte; Haßwald Nord, jeweils an den Grenzen der verschiedenen Waldabteilungen (Standort)                      | Marksteine                                                                              | Erste Hälfte 19. Jahrhundert | D-6-74-130-89 Wikidata  | Marksteine                           |
| Kapellenstraße 5 (Standort) | Wohnhaus                                                                                | Zweigeschossiges verputztes Fachwerkhaus mit Halbwalmdach und geohrten Fensterrahmen, um 1800 | D-6-74-130-20 Wikidata  | weitere Bilder                       |
| Kapellenstraße 14 (Standort)                                                                                                   | Katholische Spitalkirche St. Elisabeth                                                  | Saalbau mit Krüppelwalmdach, Giebelfassade und Dachreiter mit Zwiebelhaube, Werksteingliederungen in Sandstein, 1724/25 | D-6-74-130-21 Wikidata  | weitere Bilder                       |
| Kapellenstraße 14 (Standort)                                                                                                   | Zweigeschossiger Spitalbau                                                              | Rückwärts an die Kapelle angebaut, mit Halmwalmdach, 1754 | D-6-74-130-21 Wikidata  | weitere Bilder                       |
| Kapellenstraße 14 (Standort)                                                                                                   | Hoftor                                                                                  | Rundbogige Einfahrt mit Rustikarahmung und Kugelaufsatz, Sandstein, 18. Jahrhundert | D-6-74-130-21 Wikidata  | weitere Bilder                       |
| Kapellenstraße 17 (Standort)                                                                                                   | Wohnhaus                                                                                | Zweigeschossiger und giebelständiger Fachwerkbau mit Halbwalmdach, 18. Jahrhundert, straßenseitig als Hausfigur Figurengruppe mit dem Martyrium der heiligen Barbara, wohl 19. Jahrhundert                                                                                           | D-6-74-130-22 Wikidata  | weitere Bilder                       |
| Kapellenstraße 26 (Standort)                                                                                                   | Wohnhaus                                                                                | Zweigeschossiger und giebelständiger Walmdachbau mit klassizistische Fassade, rückwärtiger Teil teilweise Fachwerk, zweite Hälfte 19. Jahrhundert | D-6-74-130-23 Wikidata  | weitere Bilder                       |
| Kapellenstraße 28 (Standort)                                                                                                   | Wohnhaus                                                                                | Eingeschossiger und giebelständiger Krüppelwalmdachbau, Giebel verputztes Fachwerk, Werksteingliederungen in Sandstein, bezeichnet „1811“ | D-6-74-130-24 Wikidata  | Wohnhaus                             |
| Kirchplatz 1 (Standort) | Katholische Stadtpfarrkirche St. Laurentius                                             | Dreischiffige Hallenkirche, mit polygonalem Chor, Walmdach und Westturm mit Zwiebeldach, Neubau nach 1456, Empore bezeichnet „1491“, Zwiebelhaube von 1783, Restaurierungen 1887–92, 1991; mit Ausstattung                                                                           | D-6-74-130-26 Wikidata  | weitere Bilder                       |
| Kirchplatz 4 (Standort) | Ehemaliges Schulhaus, jetzt Stadtbücherei                                               | Zweigeschossiges und traufständiges Walmdachhaus mit Fachwerkobergeschoss und Rundbogenportal, im Kern Renaissanceanlage von 1598 | D-6-74-130-27 Wikidata  | weitere Bilder                       |
| Kirchplatz 6 (Standort) | Ehemalige Friedhofskapelle                                                              | Profaniert, doppelgeschossig mit Walmdach und Dachreiter mit Zwiebelhaube, Obergeschoss mit Altarerker, Sandsteinquaderbau, 1496, Umbau um 1870 | D-6-74-130-28 Wikidata  | weitere Bilder                       |
| Kirchplatz 8 (Standort) | Wohnhaus                                                                                | Eingeschossiges und traufständiges Satteldachhaus mit geohrten Fensterrahmungen, 18. Jahrhundert | D-6-74-130-29 Wikidata  | weitere Bilder                       |
| Kirchplatz 8 (Standort) | Zugehörige Scheune                                                                      | Zweigeschossiger und traufständiger massiver Satteldachbau, Obergeschoss mit geohrten Fensterrahmungen, im Kern wohl spätmittelalterlich | D-6-74-130-29 Wikidata  | weitere Bilder                       |
| Kirchplatz 8, Spitaltorstraße 2 (Standort)                                                                                     | Wohn- und Geschäftshaus                                                                 | Zweigeschossiger und traufständiger Satteldachbau mit Fachwerkobergeschoss und Fachwerkgiebel zur Kirche, Mitte 18. Jahrhundert | D-6-74-130-80 Wikidata  | weitere Bilder                       |
| Klein-Nürnberg 5 (Standort) | Wohnhaus                                                                                | Zweigeschossiger Walmdachbau, im Erdgeschoss geohrte Rahmungen, Werksteingliederungen in Sandstein, biedermeierlich mit gotisierenden Motiven, erste Hälfte 19. Jahrhundert | D-6-74-130-30 Wikidata  | weitere Bilder                       |
| Klein-Nürnberg 6 (Standort) | Wohnhaus                                                                                | Eingeschossiger und traufständiger Satteldachbau, mit Fachwerkgiebel, 18. Jahrhundert | D-6-74-130-31 Wikidata  | weitere Bilder                       |
| Klein-Nürnberg 14 (Standort)                                                                                                   | Wohnhaus                                                                                | Zweigeschossiges und traufständiges Satteldachhaus mit pilastergegliedertem Fachwerkobergeschoss, 1620 | D-6-74-130-32 Wikidata  | weitere Bilder                       |
| Klein-Nürnberg 16 (Standort)                                                                                                   | Scheune, jetzt Garage der Polizei                                                       | Traufständiger Massivbau mit Halbwalmdach und zwei Einfahrtstoren, Werksteingliederungen in Sandstein, um 1800 | D-6-74-130-33 Wikidata  | weitere Bilder                       |
| Marktplatz (Standort) | Neptunbrunnen                                                                           | Mit polygonalem Brunnenbecken mit Schmiedeeisengitter, die Neptunfigur auf Röhrenstock, von Sebastian Degler, bezeichnet „1706“, Schmiedeeisengitter um 1842 | D-6-74-130-61 Wikidata  | weitere Bilder                       |
| Marktplatz 1 (Standort) | Wohn- und Geschäftshaus                                                                 | Zweigeschossiges und giebelständiges Halbwalmdachhaus mit verputztem Fachwerkobergeschoss, Werksteingliederungen in Sandstein, 18./19. Jahrhundert; Erdgeschoss modern verändert | D-6-74-130-34 Wikidata  | weitere Bilder                       |
| Marktplatz 2 (Standort) | Wohnhaus in Ecklage                                                                     | Zweigeschossiger und giebelständiger Halbwalmdachbau mit Eckpilastern, Fensterrisaliten und reichen Werksteingliederungen, Sandstein, um 1720 | D-6-74-130-35 Wikidata  | weitere Bilder                       |
| Marktplatz 3 (Standort) | Renaissancebau                                                                          | Modernisierter Renaissancebau mit Erker und Portal, 17. Jahrhundert | D-6-74-130-36 Wikidata  | weitere Bilder                       |
| Marktplatz 4 (Standort) | Wohn- und Geschäftshaus                                                                 | Zweigeschossiger und giebelständiger Walmdachbau mit Pilastergliederung und Attika in Sandstein, klassizistisch, 19. Jahrhundert; Erdgeschoss modern verändert | D-6-74-130-37 Wikidata  | weitere Bilder                       |
| Marktplatz 5 (Standort) | Gasthaus                                                                                | Zweigeschossiger und giebelständiger Halbwalmdachbau, verputztes Fachwerk, mit rundbogiger Toreinfahrt, im Kern 17. Jahrhundert | D-6-74-130-38 Wikidata  | weitere Bilder                       |
| Marktplatz 6 (Standort) | Wohnhaus                                                                                | Giebelständiger und zweigeschossiger Mansarddachbau, Werksteingliederungen in Sandstein, äußere Erscheinung um 1900 | D-6-74-130-39 Wikidata  | weitere Bilder                       |
| Marktplatz 7 (Standort) | Wohn- und Geschäftshaus                                                                 | Zweigeschossiger und giebelständiger Satteldachbau, Fensterrahmungen im Obergeschoss mit Blendmaßwerk, Werksteingliederungen in Sandstein, neugotisch, 19. Jahrhundert | D-6-74-130-40 Wikidata  | weitere Bilder                       |
| Marktplatz 8 (Standort) | Wohnhaus in Ecklage                                                                     | Zweigeschossiger und giebelständiger Fachwerkbau mit Krüppelwalmdach, teilweise verputzt, Werksteingliederungen in Sandstein, 18. Jahrhundert, verändert um 1860/70 | D-6-74-130-41 Wikidata  | weitere Bilder                       |
| Marktplatz 9 (Standort) | Wohn- und Geschäftshaus                                                                 | Zweigeschossiger und giebelständiger Satteldach mit Eckpilastern und gotisierenden Elementen, um 1865 | D-6-74-130-42 Wikidata  | weitere Bilder                       |
| Marktplatz 10 (Standort) | Wohn- und Geschäftshaus                                                                 | Traufständiger und dreigeschossiger Halbwalmdachbau mit Fachwerkobergeschoss von 1740, zweites Fachwerkobergeschoss mit Mansardwalmdach, 1904 | D-6-74-130-43 Wikidata  | weitere Bilder                       |
| Marktplatz 12 (Standort) | Wohnhaus                                                                                | Zweigeschossiger Krüppelwalmdachbau in Ecklage, Fachwerk, im Kern 1416/17 (dendro.dat.) und 1595 (dendro.dat.), Giebelfassade Sandstein mit Architekturgliedern und verputztem Fachwerkgiebel, um 1600, Umbau 1662 (dendro.dat.)                                                     | D-6-74-130-44 Wikidata  | weitere Bilder                       |
| Marktplatz 12 (Standort) | Rückgebäude                                                                             | Dreigeschossiger Satteldachbau, Erdgeschoss massiv, Obergeschosse Fachwerk, 1818 (dendro.dat.) | D-6-74-130-44           | weitere Bilder                       |
| Marktplatz 14 (Standort) | Wohn- und Geschäftshaus in Ecklage                                                      | Zweigeschossiger und giebelständiger Krüppelwalmdachbau mit Werksteingliederungen in Sandstein, um 1860/70, Erdgeschoss modernisiert | D-6-74-130-45 Wikidata  | weitere Bilder                       |
| Marktplatz 16 (Standort) | Wohn- und Geschäftshaus                                                                 | Zweigeschossiger und giebelständiger Krüppelwalmdachbau mit Werksteingliederungen in Sandstein und rundbogiger Toreinfahrt, 17.–19. Jahrhundert; Erdgeschoss durchgreifend modernisiert                                                                                              | D-6-74-130-46 Wikidata  | weitere Bilder                       |
| Marktplatz 18 (Standort) | Gasthof Hirschen                                                                        | Zweigeschossiger und giebelständiger Krüppelwalmdachbau, mit Fachwerkobergeschoss und Fachwerkgiebel, bezeichnet „1690“ | D-6-74-130-47 Wikidata  | weitere Bilder                       |
| Marktplatz 20, Nähe Hirtengasse (Standort)                                                                                     | Wohn- und Geschäftshaus                                                                 | Dreigeschossiger und giebelständiger Satteldachbau mit zwei massiven Sandsteinquadergeschossen und Relief von 1603, verputztes Fachwerkobergeschoss und Fachwerkgiebel, wohl zweite Hälfte 17. Jahrhundert                                                                           | D-6-74-130-48 Wikidata  | weitere Bilder                       |
| Marktplatz 22, Nähe Hirtengasse (Standort)                                                                                     | Wohn- und Geschäftshaus                                                                 | Zweigeschossiger und giebelständiger Krüppelwalmdachbau mit Fachwerkobergeschoss und Fachwerkgiebel, rundbogige Toreinfahrt, Werksteingliederungen in Sandstein, 18. Jahrhundert | D-6-74-130-49 Wikidata  | weitere Bilder                       |
| Marktplatz 23 (Standort) | Wohnhaus                                                                                | Eingeschossiger und giebelständiger Halbwalmdachbau mit Fachwerkgiebel, wohl erste Hälfte 18. Jahrhundert, Erdgeschoss um 1850 verändert | D-6-74-130-50 Wikidata  | weitere Bilder                       |
| Marktplatz 24 (Standort) | Wohn- und Geschäftshaus                                                                 | Zweigeschossiger und giebelständiger Satteldachbau mit Werksteingliederungen in Sandstein, 19. Jahrhundert; Erdgeschoss modern verändert | D-6-74-130-51 Wikidata  | weitere Bilder                       |
| Marktplatz 27 (Standort) | Wohnhaus                                                                                | Eingeschossiger Fachwerkbau, 1604 (dendro.dat.), massive Stubenwand älter, einseitig halb abgewalmtes Satteldach 1781 (dendro.dat.), Umbauten mit Zwerchgiebel bez. 1913 | D-6-74-130-193          | weitere Bilder                       |
| Marktplatz 28 (Standort) | Wohn- und Geschäftshaus                                                                 | Zweigeschossiger und traufständiger Halbwalmdachbau mit profiliertem Portalbogen, verputztes Fachwerkobergeschoss mit geohrten Fensterrahmen, bezeichnet „1745“ | D-6-74-130-53 Wikidata  | weitere Bilder                       |
| Marktplatz 30 (Standort) | Rathaus                                                                                 | Zweigeschossiger und giebelständiger Krüppelwalmdachbau mit Zierfachwerk im Obergeschoss und in den beiden Dachgeschossen polygonaler Dachreiter mit welscher Haube, Wappensteine, 1687–92 von Hans Kummerer                                                                         | D-6-74-130-54 Wikidata  | weitere Bilder                       |
| Marktplatz 30, im Hof (Standort)                                                                                               | Figur der Pallas Athene                                                                 | Ehemalige Brunnenfigur, Sandstein, 1707 | D-6-74-130-54 Wikidata  | weitere Bilder                       |
| Marktplatz 34 (Standort) | Wohnhaus                                                                                | Zweigeschossiger und giebelständiger Halbwalmdachbau mit Fußwalm, Werksteingliederungen in Sandstein, 18. Jahrhundert | D-6-74-130-55 Wikidata  | weitere Bilder                       |
| Marktplatz 36 (Standort) | Wohnhaus                                                                                | Zweigeschossiger und traufständiger Halbwalmdachbau mit profilierter Toreinfahrt und verputztem Fachwerkobergeschoss mit geohrten Fensterrahmungen, 18. Jahrhundert | D-6-74-130-56 Wikidata  | weitere Bilder                       |
| Marktplatz 40 (Standort) | Ehemaliges Gasthaus                                                                     | Zweigeschossiger Walmdachbau mit verputztem Fachwerkobergeschoss, rückwärtig versteinert, mit geohrten Fensterrahmungen und rundbogige Hauseinfahrt, auf der Hofseite Aufzugsgaube; Hofeinfahrt, bezeichnet „1705“                                                                   | D-6-74-130-58 Wikidata  | weitere Bilder                       |
| Marktplatz 44 (Standort) | Wohnhaus                                                                                | An Grauturm und Stadtmauer des 14. Jahrhunderts gebaut, bildet den Abschluss des Marktplatzes, zweigeschossiger und traufständiger Walmdachbau aus Sandsteinquadern, wohl 18./19. Jahrhundert                                                                                        | D-6-74-130-59 Wikidata  | weitere Bilder                       |
| Mühlgasse 5 (Standort) | Mühle                                                                                   | Dreigeschossiger und giebelständiger Schopfwalmdachbau mit zwerchständigem Seitenflügel mit Krüppelwalmdach und Werksteingliederungen in Sandstein, 1850 | D-6-74-130-62 Wikidata  | weitere Bilder                       |
| Mühlgasse 5 (Standort) | Mühle, Nebengebäude                                                                     | Zwei parallele, zur Gasse traufständige Fachwerkscheunen mit Satteldächern, zweite Hälfte 19. Jahrhundert | D-6-74-130-62 Wikidata  | weitere Bilder                       |
| Nähe Julius-Echter-Straße (Standort)                                                                                           | Feldkreuz                                                                               | Auf neugotischem Inschriftsockel, Kruzifixus im Dreinageltypus, bezeichnet „1876“; an der Einmündung der Julius-Echter-Straße | D-6-74-130-13 Wikidata  | Feldkreuz                            |
| Nähe Karl-Hoch-Anlage (Standort)                                                                                               | Figurengruppe „Werden, Sein, Vergehen“                                                  | Zementguss, expressionistischer Realismus, 1963/64 von Yrsa von Leistner | D-6-74-130-162 Wikidata | weitere Bilder                       |
| Neubrückentorstraße 1 (Standort)                                                                                               | Wohn- und Handwerkerhaus                                                                | Gerberei, zweigeschossiger und giebelständiger verputzter Fachwerkbau mit Krüppelwalmdach, nach Süden traufständiger Satteldachflügel, bezeichnet „1829“; Erdgeschoss modern verändert                                                                                               | D-6-74-130-63 Wikidata  | weitere Bilder                       |
| Neubrückentorstraße 2 (Standort)                                                                                               | Wohnhaus                                                                                | Zweigeschossiger und traufständiger Satteldachbau mit profilierten Fensterrahmungen und Werksteingliederungen in Sandstein, Mitte 19. Jahrhundert | D-6-74-130-64 Wikidata  | weitere Bilder                       |
| Neubrückentorstraße 2 (Standort)                                                                                               | Hausfigur Maria Immaculata                                                              | Um 1870 | D-6-74-130-64 Wikidata  | weitere Bilder                       |
| Pfarrgasse 2 (Standort) | Pfarrhaus                                                                               | Zweigeschossiger und traufständiger Satteldachbau, auf Konsolen vorkragendes Fachwerkobergeschoss und Doppelportal mit geohrter Rahmung, bezeichnet „1604“, mit Bauteilen des 17. Jahrhunderts                                                                                       | D-6-74-130-67 Wikidata  | weitere Bilder                       |
| Pfarrgasse 2 (Standort) | Zugehörig Scheune                                                                       | Eingeschossiger und traufständiger Satteldachbau mit Rundbogentor, bezeichnet „1802“ und Wappenstein, Sandstein | D-6-74-130-67 Wikidata  | weitere Bilder                       |
| Pfarrgasse 2 (Standort) | Gartenpavillon                                                                          | Zweigeschossiger mit Mansardwalmdachbau mit Freitreppe und Fachwerkobergeschoss, 18. Jahrhundert; auf der Stadtmauer | D-6-74-130-67 Wikidata  | weitere Bilder                       |
| Rittergasse 1 (Standort) | Ehemaliges Rentamtsgebäude und Wohnhaus, Elternhaus Friedrich Rückerts, jetzt Finanzamt | Zweigeschossiger und traufständiger Walmdachbau mit Werksteingliederungen in Sandstein, 1717–1719 von Joseph Greissing, Bauleitung übernahm Eberner Meister Johann Georg Danzer; zu Rittergasse 3 gebändertes Hofportal                                                              | D-6-74-130-68 Wikidata  | weitere Bilder                       |
| Rittergasse 3 (Standort) | Ehemaliger fürstlicher Schüttboden und Landratsamt                                      | Dreigeschossiger und traufständiger Satteldachbau mit Volutengiebeln, geohrten Fensterrahmungen und rundbogiger Hofeinfahrt, 1698–1701 | D-6-74-130-70 Wikidata  | weitere Bilder                       |
| Rittergasse 4 (Standort) | Wohnhaus                                                                                | Zweigeschossiger und giebelständiger Halbwalmdachbau mit Ecklisenen und -pilastern, bezeichnet „1833“ | D-6-74-130-71 Wikidata  | Wohnhaus                             |
| Rittergasse 5 (Standort) | Wohnhaus                                                                                | Zweigeschossiger Sandsteinquaderbau mit Gliederungen, Walmdach und Hofmauer mit Rundbogentor, Sandstein, 1811 | D-6-74-130-72 Wikidata  | weitere Bilder                       |
| Nähe Rittergasse (Standort) | Gartenpavillon                                                                          | Aufgeständerter und verputzter Fachwerkbau mit Mansardwalmdach und Freitreppe, 18. Jahrhundert; auf der Stadtmauer | D-6-74-130-72 Wikidata  | weitere Bilder                       |
| Rittergasse 6 (Standort) | Wohnhaus                                                                                | Zweigeschossiger und traufständiger Satteldachbau mit Werksteingliederungen, spätklassizistisch, um 1850/60 | D-6-74-130-73 Wikidata  | weitere Bilder                       |
| Rittergasse 9 (Standort) | Scheune                                                                                 | Traufständiger Fachwerkbau mit Krüppelwalmdach, um 1770 | D-6-74-130-74 Wikidata  | weitere Bilder                       |
| Rittergasse 12 (Standort) | Wohnhaus                                                                                | Zweigeschossiger und giebelständiger Satteldachbau mit Fachwerkobergeschoss, 17./18. Jahrhundert, Anbau, Fachwerk verputzt | D-6-74-130-142 Wikidata | weitere Bilder                       |
| Rittergasse 14 (Standort) | Wohnhaus                                                                                | Zweigeschossiges und giebelständiges Halbwalmdachhaus mit Fachwerkobergeschoss und traufseitiger Obergeschosslaube, 18. Jahrhundert | D-6-74-130-143 Wikidata | weitere Bilder                       |
| Ritter-von-Schmitt-Straße 3 (Standort)                                                                                         | Wohnhaus                                                                                | Zweigeschossiges und giebelständiges Fachwerkhaus mit Satteldach, 17. Jahrhundert, klassizisierende Steinfassade der zweiten Hälfte 19. Jahrhundert, angebaut Fachwerkhalbscheune mit Heuboden und Satteldach                                                                        | D-6-74-130-144 Wikidata | Wohnhaus                             |
| Ritter-von-Schmitt-Straße 8 (Standort)                                                                                         | Wohnhaus                                                                                | Zweigeschossiges und traufständiges Satteldachhaus mit rundbogige Toreinfahrt; 18./19. Jahrhundert | D-6-74-130-75 Wikidata  | weitere Bilder                       |
| Ritter-von-Schmitt-Straße 8 (Standort)                                                                                         | Hofgebäude, Wohnhaus                                                                    | Zweigeschossiges Satteldachhaus mit Fachwerkobergeschoss, Fachwerkscheune auf massivem Erdgeschoss mit Satteldach, Fachwerkscheune mit Satteldach, 18./19. Jahrhundert | D-6-74-130-75 Wikidata  | weitere Bilder                       |
| Ritter-von-Schmitt-Straße 12 (Standort)                                                                                        | Wohn- und Geschäftshaus                                                                 | Zweigeschossiges und giebelständiges Satteldachhaus mit Fachwerkobergeschoss und Hausteingliederungen in Sandstein, 18. Jahrhundert | D-6-74-130-76 Wikidata  | weitere Bilder                       |
| Ritter-von-Schmitt-Straße 16 (Standort)                                                                                        | Wohnhaus                                                                                | Zweigeschossiger Satteldachdau mit Fachwerkobergeschoss, rundbogiger Toreinfahrt und Sandsteingliederungen, 1793 | D-6-74-130-77 Wikidata  | weitere Bilder                       |
| Ritter-von-Schmitt-Straße 16 (Standort)                                                                                        | Schlachterrelief                                                                        | Im Torbogen | D-6-74-130-77 Wikidata  | weitere Bilder                       |
| Ritter-von-Schmitt-Straße 28 (Standort)                                                                                        | Hausfigur der Immaculata                                                                | Sandstein, spätbarock, erste Hälfte 18. Jahrhundert | D-6-74-130-78 Wikidata  | weitere Bilder                       |
| Spitaltorstraße 1 (Standort)                                                                                                   | Wohnhaus in Ecklage                                                                     | Zweigeschossiger und traufständiger Halbwalmdachbau mit Fachwerkobergeschoss, Erdgeschoss modern ausgebaut, 18./19. Jahrhundert | D-6-74-130-79 Wikidata  | Wohnhaus in Ecklage                  |
| Untergasse 9 (Standort) | Wohnhaus in Ecklage                                                                     | Zweigeschossiger Halbwalmdachbau mit Fachwerkobergeschoss und traufseitiger Obergeschosslaube über dem Mühlbach, 18. Jahrhundert, Erdgeschoss um 1860 verändert | D-6-74-130-81 Wikidata  | weitere Bilder                       |
| Vorderer Steinberg (Standort)                                                                                                  | Feldkreuz                                                                               | Dreinageltypus auf Inschriftsockel, Sandstein, historistisch, um 1900 | D-6-74-130-86 Wikidata  | Feldkreuz                            |
| Vorderer Steinberg; nördlich von Ebern am Weg nach Lichtenstein (Standort)                                                     | Jüdischer Friedhof                                                                      | Mit ca. 1200 Grabsteinen, 17.–20. Jahrhundert, 1633 angelegt (bis 1910), Anfang des 18. Jahrhunderts vergrößert, Mauerneubau 1962 | D-6-74-130-5 Wikidata   | weitere Bilder                       |
| Waldweg (Standort) | Kreuzstein, sogenanntes Krämerskreuz                                                    | Block mit lateinischem Kreuz, bezeichnet „1832“ | D-6-74-130-87 Wikidata  | Kreuzstein, sogenanntes Krämerskreuz |
| Walk-Strasser-Anlage (Standort)                                                                                                | Brunnen                                                                                 | Laufbrunnen mit gefeldertem Stock und Obeliskaufsatz, Sandstein, klassizistisch, 19. Jahrhundert, über erneuertem Trog | D-6-74-130-85 Wikidata  | Brunnen                              |
| Walk-Strasser-Anlage (Standort)                                                                                                | Kreuzstein                                                                              | Mit lateinischem Kreuz und Ritzzeichnung, 16./17. Jahrhundert; ursprünglich aus einem Block (heute aus vier Teilen) | D-6-74-130-161 Wikidata | Kreuzstein                           |
| Walk-Strasser-Anlage (Standort)                                                                                                | Gartenpavillon                                                                          | Aufgeständerter und verputzter Fachwerkbau mit Mansardwalmdach und Freitreppe, 18. Jh.; auf der Stadtmauer | D-6-74-130-260          | BW                                   |
| Zentstraße 1 (Standort) | Bildstock                                                                               | Auf gestuftem Sockel toskanischer Säulenschaft, tabernakelförmiger Aufsatz mit Reliefs Kreuzigung und Heilige, Sandstein, 18. Jahrhundert; Ecke Zentstraße | D-6-74-130-10 Wikidata  | weitere Bilder                       |

### Albersdorf
Ehemaliges Schlossgut: Nr. 4 (Lage) Wohnhaus, zweigeschossiges Halbwalmdachhaus, daran eingeschossiger Eckbau aus Scheune und Stall mit Satteldach, Nr. 2 (Lage), Wohnhaus, zweigeschossiger Krüppelwalmdachbau mit geohrten Fensterrahmen und Eckpilastern; Nr. 5 (Lage), Wohnhaus, zweigeschossiges Krüppelwalmdachhaus, mit Toren (Lage) (Lage) und Einfriedungsmauern, Planung und Ausführung der Anlage 1714–1716 von Joseph Greissing zu. Die historischen Bezeichnungen lauten Hofbauernhaus, Schafscheuer, Fruchtscheuer, Kuhstall. Aktennummer D-6-74-130-91.

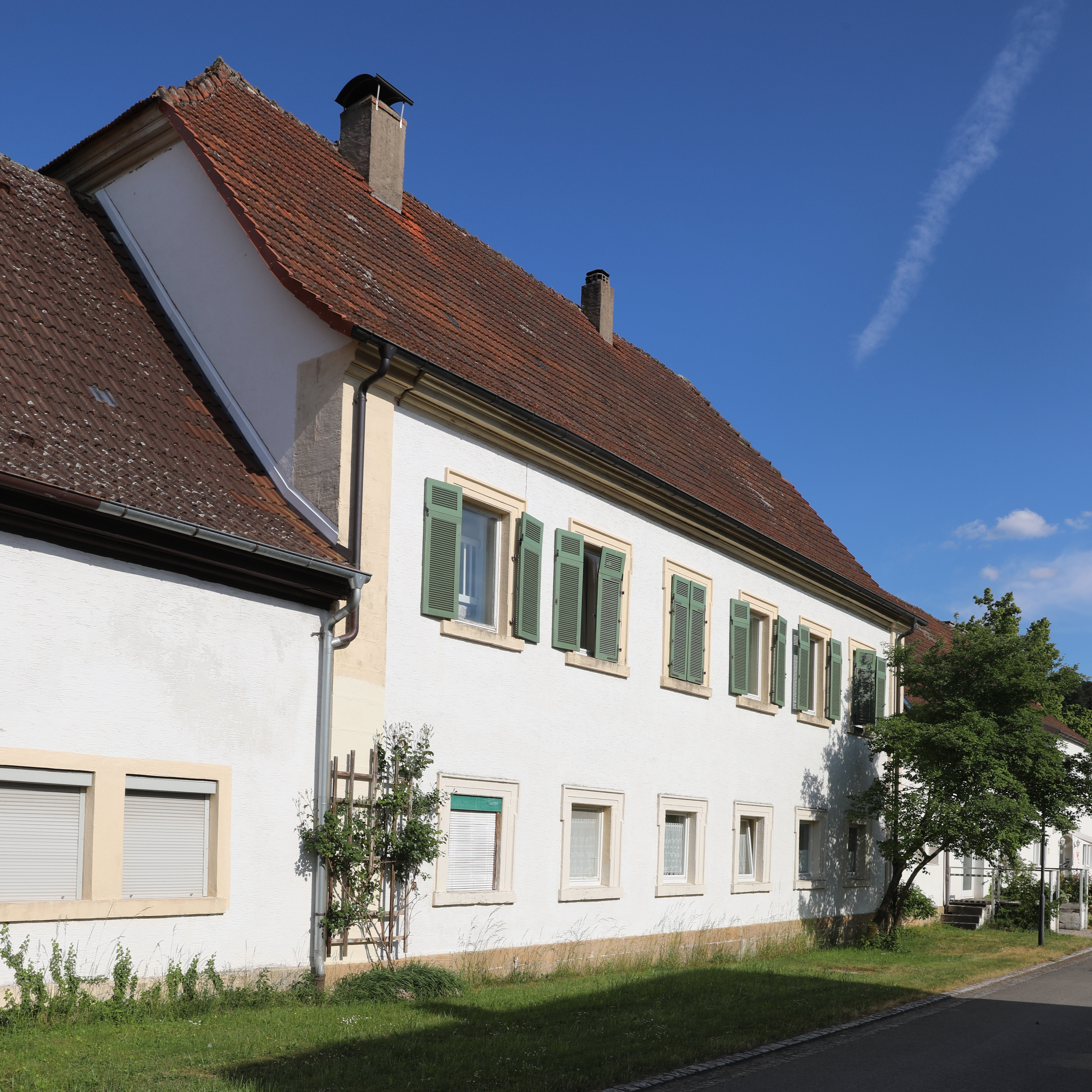
Nr. 2
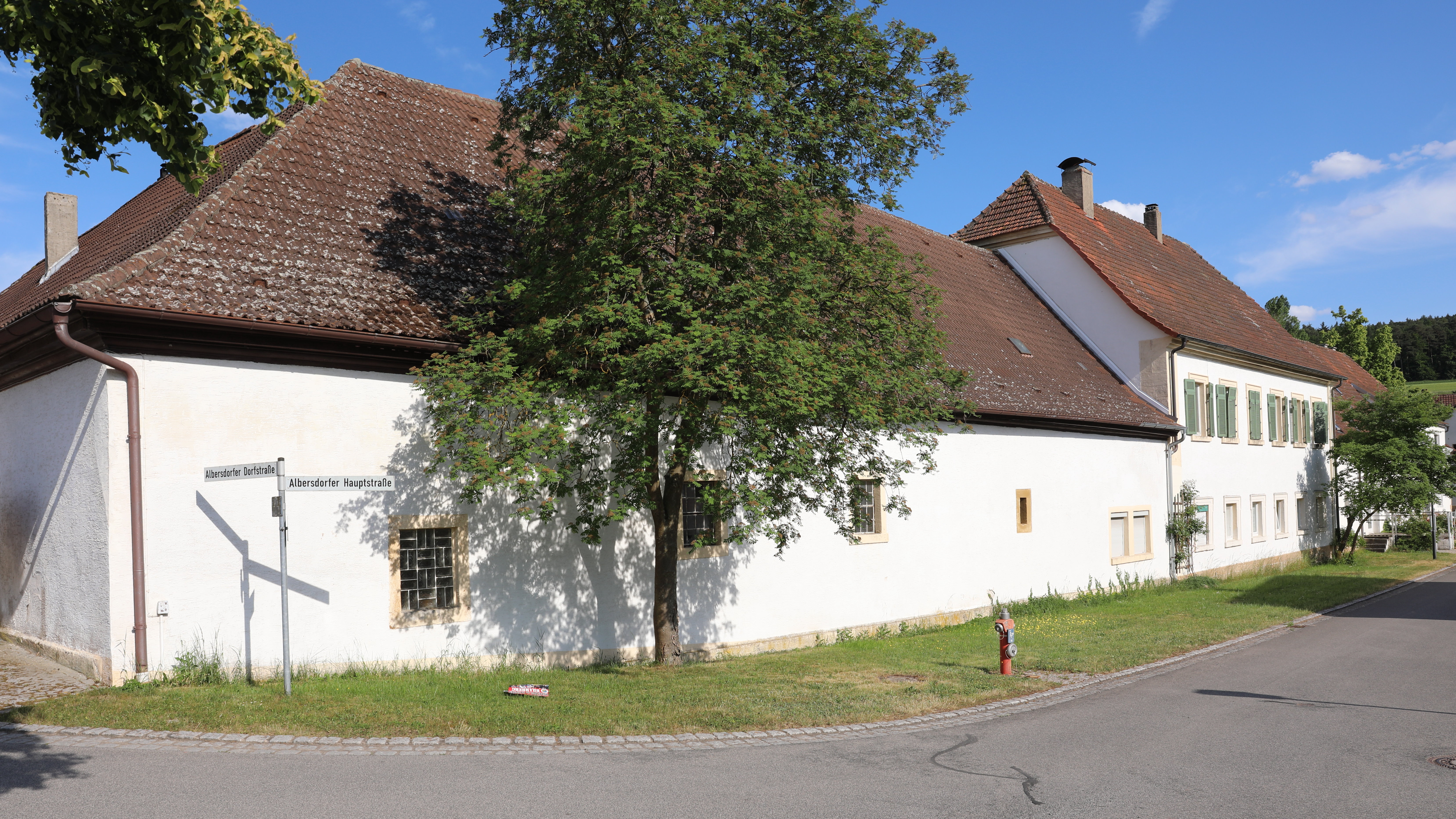
Nr. 4
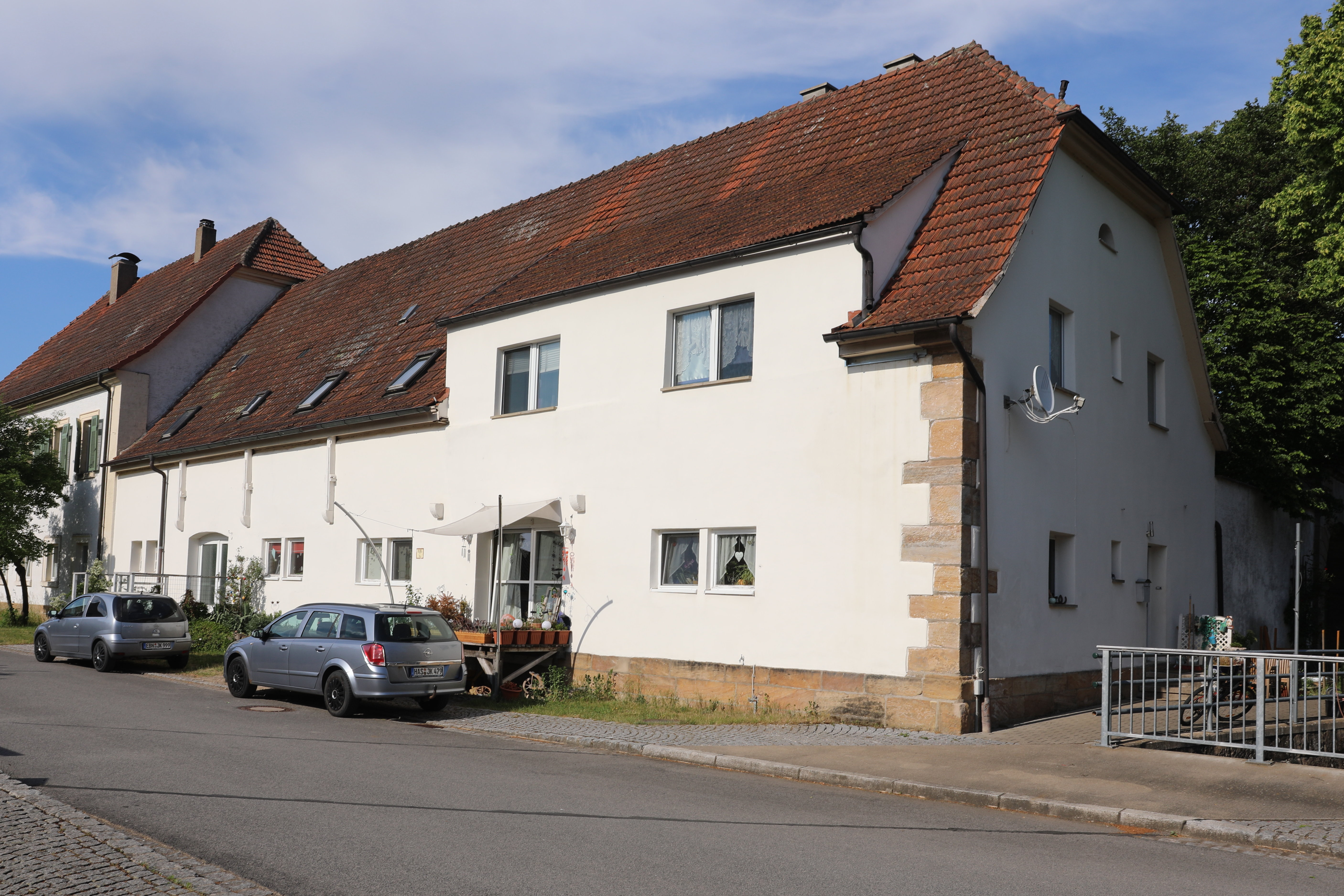
Nr. 5

| Lage                                 | Objekt                               | Beschreibung | Akten-Nr.              | Bild                             |
| ------------------------------------ | ------------------------------------ | --- | ---------------------- | -------------------------------- |
| Albersdorfer Dorfstraße 6 (Standort) | Katholische Filialkirche St. Michael | Bauzeitliche Nutzung als Schlosskirche, Saalbau mit eingezogenem Chor und Westturm, mit Sandsteingliederungen, spätbarock, Planung und Ausführung der Kirche 1714–1716 von Joseph Vertrag Greissing; Dachwerk Langhaus und Chor 1715/16 (dendrochronologisch datiert), Turmhaube und Laterne 1872/73 (dendrochronologisch datiert) mit Ausstattung | D-6-74-130-90 Wikidata | weitere Bilder                   |
| Steinert (Standort)                  | Bildstock, Albersdorfer Steinert     | Gebauchte Säule auf Sockel, vierseitiger Aufsatz mit Inschrift, Sandstein, beidseitig bezeichnet „1685“ | D-6-74-130-92 Wikidata | Bildstock, Albersdorfer Steinert |

### Bischwind am Raueneck
| Lage                                              | Objekt                                          | Beschreibung                                                                                          | Akten-Nr.               | Bild                                            |
| ------------------------------------------------- | ----------------------------------------------- | --- | ----------------------- | ----------------------------------------------- |
| Bei den Linden 9 (Standort)                       | Katholische Pfarrkirche Mariä Verkündigung      | Saalbau mit Satteldach von 1722 und spätmittelalterlicher Chorturm mit Pyramidendach; mit Ausstattung | D-6-74-130-93 Wikidata  | weitere Bilder                                  |
| Grundwiesen, Hutholz (Standort)                   | Grenzsteine                                     | 18./19. Jahrhundert, Walddistrikte Hambach und Lehmholz.                                              | D-6-74-210-14 Wikidata  | BW                                              |
| Herrengasse 7; am südöstlichen Dorfweg (Standort) | Bildnische                                      | Rundbogig auf Sockel, Sandstein, bezeichnet „1833“                                                    | D-6-74-130-146 Wikidata | Bildnische                                      |
| In Bischwind (Standort)                           | Kriegerdenkmal für 1914/18, ergänzt für 1939/45 | Ovale Anlage mit Bruchsteinstelen, Soldatenfigur, Kruzifix und zwei Linden                            | D-6-74-130-145 Wikidata | Kriegerdenkmal für 1914/18, ergänzt für 1939/45 |

### Bramberg
| Lage                                                                                               | Objekt                                    | Beschreibung | Akten-Nr.               | Bild           |
| -------------------------------------------------------------------------------------------------- | ----------------------------------------- | --- | ----------------------- | -------------- |
| Am Kirchberg 4 (Standort)                                                                          | Katholische Filialkirche St. Wendelinus   | Saalbau mit eingezogenem Chor, Satteldach, mit Giebelfassade und Dachreiter mit welscher Haube, Werksteingliederungen in Sandstein, um 1700 und später; mit Ausstattung                                    | D-6-74-130-94 Wikidata  | weitere Bilder |
| Am Kirchberg 6 (Standort)                                                                          | Wohnhaus, ehemaliges Staatliches Forstamt | Zweigeschossiges Walmdachhaus, Obergeschoss verbrettert (ehemals verschindelt), 19. Jahrhundert | D-6-74-130-147 Wikidata | weitere Bilder |
| Am Kirchberg 6 (Standort)                                                                          | Hoftor                                    | Sandsteinpfeiler mit Kugelaufsätzen, Pforte mit segmentbogigem Durchgang, 19. Jahrhundert | D-6-74-130-147          | weitere Bilder |
| Bramberger Mühle 1 (Standort)                                                                      | Bramberger Mühle                          | Zweigeschossiges Müllerhaus mit Satteldach, Sandsteinquader mit Fachwerkgiebel, um 1860/70, seitlich eingeschossiger Pultdachanbau mit Fachwerkkniestock, rückwärts Fachwerkanbau mit Satteldach und Laube | D-6-74-130-148 Wikidata | BW             |
| Bramberger Mühle 1 (Standort)                                                                      | Bramberger Mühle, zwei Scheunen           | Teilweise Fachwerk mit Sattel- und Halbwalmdach, mit Wageneinfahrt, 18. und 19. Jahrhundert | D-6-74-130-148 Wikidata | BW             |
| Grabenleite; an der Straße nach Albersdorf (Standort)                                              | Bildstock                                 | Säule mit Weinranke auf diamantiertem Sockel mit Cherubim, Tabernakelaufsatz mit Reliefbildern, um 1700 | D-6-74-130-96 Wikidata  | Bildstock      |
| Kreisstraße HAS 48 (Standort)                                                                      | Fluraltar                                 | Sockel mit Rundbogenfries und Inschrift, von Kreuz bekrönte Rundbogennische mit Relief der heiligen Familie, Sandstein, 1880(?)                                                                            | D-6-74-130-251 Wikidata | Fluraltar      |
| Kreisstraße HAS 60; an der Straße nach Albersdorf (Standort)                                       | Wegkreuz                                  | Dreinageltypus auf Inschriftsockel, Sandstein, historistisch, 1892 | D-6-74-130-97 Wikidata  | Wegkreuz       |
| Kreisstraße HAS 60; an der Straße nach Albersdorf (Standort)                                       | Wegkapelle                                | gemauerte rundbogige Nische mit Satteldach, 19. Jahrhundert(fraglich) | D-6-74-130-252          | Wegkapelle     |
| Nähe Bramberger Hauptstraße; am Ortsende Richtung Jesserndorf (Standort)                           | Wegkapelle, sogenanntes Steinerts Käppele | Dreiseitig schließendes Gehäuse mit Walmdach, mit barocken Spolien, 1892 | D-6-74-130-98 Wikidata  | weitere Bilder |
| Distrikt „Finsterbach“, Abt. XII 4c „Schäferrangen“; nicht im Bayerischen Denkmalatlas kartiert () | Grenzstein                                | Sogenannter Irisstein der ehemaligen sächsischen Enklave Königsberg i. Bayern | D-6-74-130-259          |                |
| Rohrwiesen; an der Straße nach Albersdorf (Standort)                                               | Wegkapelle                                | Offenes Gehäuse mit flachem Satteldach, um 1870 | D-6-74-130-95 Wikidata  | Wegkapelle     |
| Schloßberg; im Friedhof an der Kr HAS 60 Richtung Hohnhausen (Standort)                            | Friedhofskreuz                            | Sockelblock bzw. Mensa, Sandstein, bezeichnet „1588“, mit Gusseisenkruzifix um 1900 | D-6-74-130-164 Wikidata | Friedhofskreuz |
| Steinernes Kreuz (Standort)                                                                        | Kreuzstein                                | Stele mit Einziehung und eingetieftem griechischem Kreuz, Sandstein, wohl 16./17. Jahrhundert | D-6-74-130-156 Wikidata | Kreuzstein     |

### Bühl
| Lage                                                   | Objekt    | Beschreibung                                                                                               | Akten-Nr.               | Bild      |
| ------------------------------------------------------ | --------- | --- | ----------------------- | --------- |
| Bühler Brunnen; am Ortsende Richtung Köslau (Standort) | Bildstock | Säule auf gekehltem Sockel, Aufsatz mit Kreuzigung und Inschrift, Sandstein, barock, bezeichnet „1715“ (?) | D-6-74-130-140 Wikidata | Bildstock |

### Eyrichshof
| Lage | Objekt                                           | Beschreibung | Akten-Nr.               | Bild                                |
| --- | ------------------------------------------------ | --- | ----------------------- | ----------------------------------- |
| Kurzewinder Straße 1; Kurzewinder Straße 3 (Standort)                                                                     | Doppelwohnhaus                                   | Zweigeschossiges Fachwerkhaus mit Walmdach, wohl 18. Jahrhundert | D-6-74-130-99 Wikidata  | weitere Bilder                      |
| Nähe Kurzewinder Straße (Standort)                                                                                        | Ehemalige Rotenhansche Schafscheune              | Traufständiger Massivbau in Bruchstein mit Ortquadern, Halbwalmdach und Werksteingliederungen in Sandstein, 18. Jahrhundert | D-6-74-130-1 Wikidata   | Ehemalige Rotenhansche Schafscheune |
| Schlosshof 1 (Standort)                                                                                                   | Ehemalige Orangerie, Haus Nummer 5               | Zweigeschossiger Walmdachbau mit Werksteingliederunge in Sandstein und Vorbau auf Pfeilern mit halbem Walmdach, spätbarock, um 1800 | D-6-74-130-102 Wikidata | weitere Bilder                      |
| Schlosshof 1; Schlosshof 2; Schlosshof 4; Schlosshof 6 (Standort)                                                         | Schlossmauer und Schlosstor                      | Straßenseitige Schlossmauer in Sandsteinquadern mit Rundbogentor, davor Vasen; Torhaus, eingeschossiger und traufständiger Satteldachbau in Sandsteinquaderwerk, Umfassungsmauer mit Ecktürmen mit welschen Hauben, Wappentafel, Sandstein, bezeichnet „1558“                        | D-6-74-130-104 Wikidata | weitere Bilder                      |
| Schlosshof 2; Schlosshof 4; Schlosshof 6; Schlosshof 10; Schlosshof 12 (Standort)                                         | Gutshof                                          | Vierseitige Anlage: südlicher Trakt zweigeschossiges langgestrecktes Reihenwohnhaus mit Walmdach, Massivbau mit Hausteingliederungen in Sandstein, bezeichnet 1889 unter Integration älterer Teile der Vorhofbefestigung mit Rundtürmen des 16. Jahrhunderts                         | D-6-74-130-103 Wikidata | weitere Bilder                      |
| Schlosshof 3 (Standort)                                                                                                   | Evangelisch-lutherische Pfarr- und Schlosskirche | Saalbau mit Walmdach, geschweifter Giebelfassade und Dachreiter mit Glockendach, Werksteingliederungen in Sandstein, 1685–86; an der Straßenseite Rundturm der Schlossmauer integriert; mit Ausstattung                                                                              | D-6-74-130-105 Wikidata | weitere Bilder                      |
| Schlosshof 7 (Standort)                                                                                                   | Schloss Eyrichshof                               | Dreiflügelige Anlage mit gegliedertem Baukörper; Querflügel, viergeschossiger Bau mit steilem, einseitig abgewalmtem Satteldach, 1556 (dendro.dat.), Treppengiebel und Treppenturm mit Fachwerkobergeschoss und Satteldach                                                           | D-6-74-130-101 Wikidata | weitere Bilder                      |
| Schlosshof 7 (Standort)                                                                                                   | Schloss Eyrichshof                               | Südlicher Längsflügel, viergeschossiger Satteldachbau mit Treppengiebel und Eckturm, 1585, Dach erneuert, zweigeschossiger Vorbau mit Eckrondell, Fachwerkkniestock, Walm- und Glockendach, 16./17. Jh., 1846/47 und im späten 19. Jh. verändert                                     | D-6-74-130-101          | weitere Bilder                      |
| Schlosshof 7 (Standort)                                                                                                   | Schloss Eyrichshof                               | Nördlicher Flügel, dreigeschossiger Walmdachbau mit Werksteingliederungen, ab 1735-46 als Gastbau an Stelle eines Vorgängerbaus nach Plänen Carl Friedrich Freiherr von Zocha und Johann David Steingruber errichtet, 1846/47 und um 1900 restauriert und verändert; mit Ausstattung | D-6-74-130-101 Wikidata | weitere Bilder                      |
| Schlosshof 7 (Standort)                                                                                                   | Schloss Eyrichshof                               | Um 1700 angelegte Alleen (Kastanien; mit Nachpflanzungen) | D-6-74-130-101 Wikidata | weitere Bilder                      |
| Schlosshof; Schlosshof 1; Schlosshof 2; Schlosshof 4; Schlosshof 6; Schlosshof 8; Schlosshof 10; Schlosshof 12 (Standort) | Brunnen                                          | Vierpassförmiges Becken, Sockel mit Hermenpfeiler und Obeliskaufsatz, Sandstein, zwei gusseiserne Röhrenkonsolen, neubarock, 1895; im Schlosshof | D-6-74-130-106 Wikidata | weitere Bilder                      |

### Fischbach
| Lage                             | Objekt                                           | Beschreibung | Akten-Nr.               | Bild           |
| -------------------------------- | ------------------------------------------------ | --- | ----------------------- | -------------- |
| Alte Bundesstraße 28 (Standort)  | Evangelisch-lutherische Pfarr- und Schlosskirche | Saalbau mit Walmdach Giebelfassade und Dachreiter mit Zwiebelhelm, Werksteingliederungen in Sandstein, Rokoko, 1756–61; mit Ausstattung                                                                       | D-6-74-130-107 Wikidata | weitere Bilder |
| Alte Bundesstraße 30 (Standort)  | Schloss Fischbach                                | Zweigeschossiger Walmdachbau mit zwei runden Treppentürmen, der nördliche mit erneuertem Fachwerkobergeschoss, Schlossneubau 1530, bezeichnet „1600“ (Tür), 1605 erweitert, 1707 verändert, Obergeschoss 1945 | D-6-74-130-108 Wikidata | weitere Bilder |
| Alte Bundesstraße 30 (Standort)  | Wappentafel                                      | Rotenhan, bez. 1530 | D-6-74-130-108 Wikidata | weitere Bilder |
| Alte Bundesstraße 30 (Standort)  | Wappentafel                                      | Rotenhan-Münster, bez. 1600 | D-6-74-130-108 Wikidata | weitere Bilder |
| Nähe Gereuther Straße (Standort) | Friedhofskreuz                                   | Dreinageltypus auf Inschriftsockel, Sandstein, historistisch, um 1890 | D-6-74-130-165 Wikidata | Friedhofskreuz |

### Frickendorf
| Lage                      | Objekt                           | Beschreibung | Akten-Nr.               | Bild                             |
| ------------------------- | -------------------------------- | --- | ----------------------- | -------------------------------- |
| Baunach (Standort)        | Brücke über die Baunach          | Dreibogige Sandsteinbogenbrücke, 18. Jahrhundert                                                                                           | D-6-74-130-110 Wikidata | weitere Bilder                   |
| Baunach (Standort)        | Brückenfigur auf Inschriftsockel | Heiliger Michael, Sandstein, Rokoko, bezeichnet „1774“                                                                                     | D-6-74-130-110 Wikidata | Brückenfigur auf Inschriftsockel |
| Baunach (Standort)        | Brückenfigur auf Inschriftsockel | Heiliger Johann Nepomuk, Sandstein, spätbarock, bezeichnet „1757“                                                                          | D-6-74-130-110 Wikidata | Brückenfigur auf Inschriftsockel |
| Baunach (Standort)        | Brückenfigur auf Inschriftsockel | Heiliger Georg, Sandstein, Rokoko, bezeichnet „1774“                                                                                       | D-6-74-130-110 Wikidata | Brückenfigur auf Inschriftsockel |
| Baunach (Standort)        | Brückenfigur auf Inschriftsockel | Maria Immaculata, Sandstein, bezeichnet „1757“                                                                                             | D-6-74-130-110 Wikidata | Brückenfigur auf Inschriftsockel |
| In Frickendorf (Standort) | Katholische Kapelle St. Wendelin | Saalbau mit Dreiachtelschluss, pfeilergestütztem Vorbau, Walmdach und Dachreiter mit Zwiebelhaube, Sandstein, 1928/29, restauriert 1984/85 | D-6-74-130-109 Wikidata | Katholische Kapelle St. Wendelin |

### Hetschingsmühle
| Lage                                            | Objekt                                              | Beschreibung | Akten-Nr.               | Bild           |
| ----------------------------------------------- | --------------------------------------------------- | --- | ----------------------- | -------------- |
| Hetschingsmühle 1; Hetschingsmühle 4 (Standort) | Hetschingsmühle                                     | Zweigeschossiges Halbwalmdachhaus mit Fachwerkobergeschoss, Erdgeschoss Sandstein mit geohrten Fensterrahmungen, giebelseitige Obergeschosslaube, wohl um 1800 | D-6-74-130-111 Wikidata | weitere Bilder |
| Hetschingsmühle 1; Hetschingsmühle 4 (Standort) | Hetschingsmühle                                     | Angebaut das Mühlwerk, kleine Bautengruppe mit Pult-, Walm- und Satteldächern                                                                                  | D-6-74-130-111 Wikidata | weitere Bilder |
| Hetschingsmühle 1; Hetschingsmühle 4 (Standort) | Hetschingsmühle, Scheune                            | Zur Straße traufständiger und zweigeschossiger Satteldachbau mit Fachwerkobergeschoss, Erdgeschoss Sandsteinquader, 19. Jahrhundert                            | D-6-74-130-111 Wikidata | weitere Bilder |
| Hetschingsmühle 1; Hetschingsmühle 4 (Standort) | Hetschingsmühle, ehemalige Scheune, jetzt Werkstatt | Giebelständiger Fachwerkbau mit Satteldach, 19. Jahrhundert | D-6-74-130-111 Wikidata | weitere Bilder |

### Heubach
| Lage                                | Objekt   | Beschreibung | Akten-Nr.               | Bild     |
| ----------------------------------- | -------- | --- | ----------------------- | -------- |
| Eichelberger Weg 4 (Standort)       | Wohnhaus | Eingeschossiger und giebelständiger Massivbau mit Krüppelwalmdach, Sandsteinquader, historistisch, bezeichnet „1844“              | D-6-74-130-150 Wikidata | Wohnhaus |
| Heubacher Hauptstraße 13 (Standort) | Wohnhaus | Eingeschossiges und giebelständiges Fachwerkhaus auf Sandsteinquadersockel mit Halbwalmdach und Eckquaderung, 18./19. Jahrhundert | D-6-74-130-112 Wikidata | Wohnhaus |

### Höchstädten
| Lage                      | Objekt         | Beschreibung                | Akten-Nr.               | Bild           |
| ------------------------- | -------------- | --------------------------- | ----------------------- | -------------- |
| In Höchstädten (Standort) | Kommunbrauhaus | Sandsteinquaderbau, um 1850 | D-6-74-130-166 Wikidata | Kommunbrauhaus |

### Jesserndorf
| Lage                                                      | Objekt                               | Beschreibung | Akten-Nr.               | Bild                               |
| --------------------------------------------------------- | ------------------------------------ | --- | ----------------------- | ---------------------------------- |
| Bühler Straße 3 (Standort)                                | Wohnhaus                             | Zweigeschossiges gestelztes Frackdachhaus, Sandsteinquaderbau mit Fachwerkobergeschoss, frühes 19. Jahrhundert                                                                                    | D-6-74-130-153 Wikidata | Wohnhaus                           |
| Dorfplatz (Standort)                                      | Figur des heiligen Johann Nepomuk    | Auf Sandsteinquadersockel, Sandstein, historistisch, 19. Jahrhundert | D-6-74-130-118 Wikidata | Figur des heiligen Johann Nepomuk  |
| Dorfplatz 2 (Standort)                                    | Wohnhaus                             | Zweigeschossiger und giebelständiger Halbwalmdachbau mit Fachwerkobergeschoss, um 1800, verändert um 1870                                                                                         | D-6-74-130-152 Wikidata | Wohnhaus                           |
| Dorfplatz 2 (Standort)                                    | Brauhaus                             | Zweigeschossiger Sandsteinquaderbau mit Walmdach, historistisch, um 1870 | D-6-74-130-152 Wikidata | Brauhaus                           |
| Dorfplatz 3 (Standort)                                    | Wohnhaus                             | Zweigeschossiges und traufständiges Satteldachhaus mit Fachwerkobergeschoss, zweite Hälfte 18. Jahrhundert, Erdgeschoss um 1870 erneuert                                                          | D-6-74-130-117 Wikidata | Wohnhaus                           |
| Dorfplatz 4; Nähe Ebertgasse (Standort)                   | Wohnhaus, ehemaliger Brauereigasthof | Zweigeschossiges und giebelständiges Fachwerkhaus mit Satteldach, bezeichnet „1807“ | D-6-74-130-116 Wikidata | weitere Bilder                     |
| Dorfplatz 4; Nähe Ebertgasse (Standort)                   | Wirtshausschild                      | klassizistisch, Schmiedeeisen, um 1807 | D-6-74-130-116 Wikidata | BW                                 |
| Dorfplatz 4; Nähe Ebertgasse (Standort)                   | Zwischenbau zur Ebertgasse           | Erste Hälfte 19. Jahrhundert | D-6-74-130-116 Wikidata | Zwischenbau zur Ebertgasse         |
| Dorfplatz 4; Nähe Ebertgasse (Standort)                   | Brauhaus                             | Zweigeschossiger und traufständiger Sandsteinquaderbau mit Satteldach, um 1870; | D-6-74-130-116 Wikidata | Brauhaus                           |
| Dorfplatz 4; Nähe Ebertgasse (Standort)                   | Tanzsaal                             | 1935 | D-6-74-130-116 Wikidata | BW                                 |
| Dorfplatz 5 (Standort)                                    | Wohnhaus                             | Eingeschossiges und traufständiges Fachwerkhaus mit Halbwalmdach und zweiläufiger Freitreppe, Hausteinsockel bezeichnet „1769“                                                                    | D-6-74-130-119 Wikidata | Wohnhaus                           |
| Dorfplatz 6 (Standort)                                    | Wohnhaus eines Dreiseithofes         | Zweigeschossiger und giebelständiger Fachwerkbau mit Halbwalmdach und geohrten Fensterrahmungen im Erdgeschoss, um 1800                                                                           | D-6-74-130-115 Wikidata | Wohnhaus eines Dreiseithofes       |
| Ebertgasse; im Dorf (Standort)                            | Bildstockgehäuse auf Hermenpfeiler   | Mit halbrunder Nische und Kugelaufsatz, Sandstein, 18. Jahrhundert | D-6-74-130-120 Wikidata | Bildstockgehäuse auf Hermenpfeiler |
| Kreuzschlag (Standort)                                    | Bildstock                            | Schlichter Sockel, Säule mit Aufsatz, Reliefs der Dreifaltigkeit und der Pietà, seitlich des hl. Laurentius und eines weiteren Hl., Sandstein, bezeichnet „1748“                                  | D-6-74-130-255 Wikidata | Bildstock                          |
| Lothar-Dietz-Straße 12 (Standort)                         | Katholische Pfarrkirche St. Antonius | Saalkirche mit eingezogenem Chor und mittlerem Fassadenturm, Sandsteinquaderbau mit neuromanischer Gliederungen und Satteldach, 1886/87, Turm mit Pyramidendach, 15. Jahrhundert; mit Ausstattung | D-6-74-130-113 Wikidata | weitere Bilder                     |
| Lothar-Dietz-Straße 13 (Standort)                         | Kath. Pfarrhaus mit Pfarrhof         | Pfarrhaus, zweigeschossiger und giebelständiger Sandsteinquaderbau mit Satteldach und Freitreppe, um 1905                                                                                         | D-6-74-130-151 Wikidata | Kath. Pfarrhaus mit Pfarrhof       |
| Lothar-Dietz-Straße 13 (Standort)                         | Kath. Pfarrhaus mit Pfarrhof         | Nebengebäude, Mauer aus Sandsteinquadern, Scheune und Schuppen, Sandsteinquaderbauten mit Satteldach, um 1905                                                                                     | D-6-74-130-151          | BW                                 |
| Lothar-Dietz-Straße 15; Lothar-Dietz-Straße 17 (Standort) | Evangelisch-lutherische Kirche       | Neugotischer Saalbau mit Satteldach und Fassadenturm mit Pyramidendach | D-6-74-130-114 Wikidata | weitere Bilder                     |
| Lothar-Dietz-Straße 15; Lothar-Dietz-Straße 17 (Standort) | Pfarrhaus                            | An die Kirche angebaut, zweigeschossig und zur Straße giebelständig mit Satteldach, Sandsteinquaderbauten, 1857/58                                                                                | D-6-74-130-114 Wikidata | Pfarrhaus                          |

### Neuses am Raueneck
| Lage                         | Objekt                                     | Beschreibung | Akten-Nr.               | Bild           |
| ---------------------------- | ------------------------------------------ | --- | ----------------------- | -------------- |
| Bischwinder Weg 1 (Standort) | Katholische Filialkirche Mariä Heimsuchung | Saalbau mit eingezogenem Chor, Giebelfassade, Satteldach und Dachreiter mit Zwiebelhaube, Sandsteingliederungen, Baubeginn, 1748, Weihe 1751; mit Ausstattung; an der Fassade Seitenteile eines Bildstockkopfes, 18. Jahrhundert | D-6-74-130-121 Wikidata | weitere Bilder |

### Reutersbrunn
| Lage                                                                              | Objekt                             | Beschreibung | Akten-Nr.               | Bild                     |
| --------------------------------------------------------------------------------- | ---------------------------------- | --- | ----------------------- | ------------------------ |
| Am Hinterbach; Bürgerwaldstraße; Egon-Schmitt-Straße; Lothar-Prell-Weg (Standort) | Wegkreuz                           | Dreinageltypus auf Inschriftsockel, in Umfriedung mit Schmiedeeisenzaun, 1871 | D-6-74-130-124 Wikidata | Wegkreuz                 |
| Brunnenwiesen (Standort)                                                          | Friedhofskreuz                     | Über Inschriftsockel Relief Christi, Kruzifix im Dreinageltypus, Sandstein, neugotisch, um 1870/80                                                                                                  | D-6-74-130-125 Wikidata | Friedhofskreuz           |
| Lothar-Prell-Weg 2 (Standort)                                                     | Katholische Filialkirche St. Georg | Saalbau mit Satteldach und Flankenturm mit Pyramidendach, Werksteingliederungen in Sandstein, Kirche 1451, um 1700 wiederaufgebaut, Flankenturm mit Pyramiddach und Sakristei 1950; mit Ausstattung | D-6-74-130-123 Wikidata | weitere Bilder           |
| Stolzrangen (Standort)                                                            | Wegkapelle mit Feldkreuz           | Offenes Sandsteinquadergehäuse mit Satteldach und Kämpfern, wohl 19. Jahrhundert; Wegkreuz, Dreinageltypus, Holz; am Kirchlauterer Weg                                                              | D-6-74-130-126 Wikidata | Wegkapelle mit Feldkreuz |

### Rotenhan
| Lage                     | Objekt                                  | Beschreibung | Akten-Nr.               | Bild                                    |
| ------------------------ | --------------------------------------- | --- | ----------------------- | --------------------------------------- |
| Altenschloß (Standort)   | Burg Rotenhan                           | Ruine der Felsenburg mit in den Stein gehauenen Gebäuden, um 1200, 1323 zerstört                                              | D-6-74-130-127 Wikidata | weitere Bilder                          |
| Rotenhanweg 3 (Standort) | Evangelisch-lutherische Friedhofskirche | Quadratischer Zentralbau mit Werksteingliederungen, Pyramidendach und Laterne, 1737–40; mit Ausstattung                       | D-6-74-130-158 Wikidata | Evangelisch-lutherische Friedhofskirche |
| Rotenhanweg 3 (Standort) | Friedhofsmauer                          | Sandsteinquader, 18. Jahrhundert, mit Epitaphien und Epitaphfragmenten in Sandstein, 16./17. Jahrhundert, an der Südwestmauer | D-6-74-130-158 Wikidata | Friedhofsmauer                          |

### Specke
| Lage                                                               | Objekt         | Beschreibung | Akten-Nr.               | Bild           |
| ------------------------------------------------------------------ | -------------- | --- | ----------------------- | -------------- |
| Specke 1; In Specke (Standort)                                     | Gasthaus       | Zweigeschossiger Satteldachbau mit traufseitigem Flügel, Ende 19. Jahrhundert, klassizistisches Wirtshausschild, Schmiedeeisen, 1793; zugehörige Fachwerkscheune mit Halbwalmdach, um 1800, Inneres durchgreifend modernisiert | D-6-74-130-157 Wikidata | Gasthaus       |
| Specke 3 (Standort)                                                | Wohnhaus       | Stattlicher zweieinhalbgeschossiger Walmdach mit Zwerchgiebel, Werksteingliederungen in Sandstein, klassizistisch, bezeichnet „1808“ und „1856“                                                                                | D-6-74-130-100 Wikidata | Wohnhaus       |
| Alte Bahnlinie Breitengüßbach-Maroldsweisach; Kr HAS 49 (Standort) | Kilometerstein | Km 30, Ende 19. Jahrhundert | D-6-74-130-249 Wikidata | Kilometerstein |

### Unterpreppach
| Lage                                        | Objekt                             | Beschreibung | Akten-Nr.               | Bild                               |
| ------------------------------------------- | ---------------------------------- | --- | ----------------------- | ---------------------------------- |
| Breitenbachstraße 10 (Standort)             | Zwei Wohnhäuser                    | Östlich zweigeschossiges traufständiges Fachwerkhaus mit Halbwalmdach, um 1800, westlich eingeschossiges traufständiges Fachwerkhaus mit Mansardhalbwalmdach, 18. Jahrhundert | D-6-74-130-128 Wikidata | Zwei Wohnhäuser                    |
| Breitenbachstraße 28 (Standort)             | Bildstock                          | Säule auf gebauchtem Sockel mit Schädel Adams, Aufsatz mit Reliefs, Kreuzigung und Heilige, Sandstein, bezeichnet „1716“                                                      | D-6-74-130-131 Wikidata | Bildstock                          |
| Christengasse; Straße nach Ebern (Standort) | Wegkapelle                         | Gehäuse mit Korbbogentür und flachem Satteldach, 19. Jahrhundert; mit heiligem Wendelin                                                                                       | D-6-74-130-130 Wikidata | Wegkapelle                         |
| In Unterpreppach (Standort)                 | Bildstock                          | Säule auf gefeldertem Sockel, Tabernakelaufsatz mit figürlichen Reliefs, wohl 17. Jahrhundert; Straße nach Ebern                                                              | D-6-74-130-134 Wikidata | Bildstock                          |
| Leite (Standort)                            | Wegkreuz                           | Dreinageltypus auf Inschriftsockel, Sandstein, 19. Jahrhundert | D-6-74-130-132 Wikidata | Wegkreuz                           |
| Nägeleinsberg 1 (Standort)                  | Wegkapelle                         | Massivbau mit steilem Satteldach und Kämpfern, Altarmensa bezeichnet „1716“ und „1869“; Straße nach Ebern                                                                     | D-6-74-130-133 Wikidata | Wegkapelle                         |
| Nähe Kirchweg (Standort)                    | Kreuzigungsgruppe und Priestergrab | Kreuzigungsgruppe mit Maria und Johannes, Dreinageltypus, Sandstein, spätklassizistisch, bezeichnet 1861, Sockel mit Grabinschriften, bezeichnet „1898“                       | D-6-74-130-159 Wikidata | Kreuzigungsgruppe und Priestergrab |
| Ruppacher Weg 5a (Standort)                 | Bildstock                          | Ädikula auf Inschriftensockel, neuklassizistisch, Sandstein, bezeichnet „1892“                                                                                                | D-6-74-130-169 Wikidata | Bildstock                          |
| Ruppacher Weg 6 (Standort)                  | Wohnhaus                           | Eingeschossiges und giebelständiges Satteldachhaus mit Fachwerkgiebel, 17./18. Jahrhundert, Erdgeschoss wohl um 1870                                                          | D-6-74-130-129 Wikidata | Wohnhaus                           |

### Vorbach
| Lage                           | Objekt                                           | Beschreibung | Akten-Nr.               | Bild                                |
| ------------------------------ | ------------------------------------------------ | --- | ----------------------- | ----------------------------------- |
| In Vorbach (Standort)          | Friedhofskreuz                                   | Dreinageltypus auf Inschriftsockel, Sandstein, historistisch, Ende 19. Jahrhundert | D-6-74-130-163 Wikidata | Friedhofskreuz                      |
| In Vorbach (Standort)          | Katholische Filialkirche St. Johannes der Täufer | Saalbau mit eingezogenem Chor, Satteldach, Schweifgiebel und Dachreiter mit Zwiebelhaube, 1782; mit Ausstattung | D-6-74-130-135 Wikidata | weitere Bilder                      |
| In Vorbach (Standort)          | Wegkapelle                                       | Offenes Gehäuse aus Sandsteinquadern mit Satteldach, gotisierend, um 1870/80 | D-6-74-130-136 Wikidata | Wegkapelle                          |
| Ruine Raueneck (Standort)      | Burgruine Raueneck                               | Teile der Ringmauer, Kellergewölbe, Ruine der Burgkapelle, Palas mit Veränderungen der Renaissance, 13.–16. Jahrhundert, Zwingeranlage mit zwei Rundtürmen und Schießerker, um 1430, Bogenbrücke über den ehemaligen Graben, 16./17. Jahrhundert, Sandstein, errichtet um 1180, Ausbau 13.–17. Jahrhundert, um 1720 aufgegeben, seit 2006 Notsicherungen | D-6-74-130-137 Wikidata | weitere Bilder                      |
| Steingrund (Standort)          | Wegkreuz                                         | Dreinageltypus auf Inschriftsockel, Sandstein, Ende 19. Jahrhundert; an der Zufahrtsstraße zur Burgruine | D-6-74-130-138 Wikidata | Wegkreuz                            |
| Vorbacher Straße 21 (Standort) | Ehemalige Rotenhansche Schafscheune              | Massiver traufständiger Halbwalmdachbau mit rundbogigen Einfahrtstoren, Sandstein, 18. Jahrhundert | D-6-74-130-155 Wikidata | Ehemalige Rotenhansche Schafscheune |

### Weißenbrunn
| Lage                                            | Objekt                             | Beschreibung | Akten-Nr.               | Bild                               |
| ----------------------------------------------- | ---------------------------------- | --- | ----------------------- | ---------------------------------- |
| Bezirk Haßwald, Abteilung Weißfichte (Standort) | Grenzstein                         | 1831 | D-6-74-130-88 Wikidata  | Grenzstein                         |
| Schloßstraße 2 (Standort)                       | Schloss Weißenbrunn                | Zweigeschossiger Walmdachbau mit Freitreppe und Werksteingliederungen in Sandstein, um 1720–23; mit Ausstattung                                                                                   | D-6-74-130-139 Wikidata | weitere Bilder                     |
| Schloßstraße 2 (Standort)                       | Schloss Weißenbrunn, Gartenanlagen | Teile des Barockgartens im Umgriff des Schlosses erhalten, 18. Jahrhundert, im weiteren Umgriff Landschaftsgarten des 18./19. Jahrhundert, kleiner Pavillon-Staffagebau mit Fachwerk und Zeltdach | D-6-74-130-139 Wikidata | Schloss Weißenbrunn, Gartenanlagen |
| Schloßstraße 2 (Standort)                       | Einfriedungsmauern                 | Reste der Einfriedungsmauern im südlichen Bereich der Parkeinfriedung, Bruchstein und Sandsteinquader, 18. Jahrhundert                                                                            | D-6-74-130-139 Wikidata | BW                                 |

## Abgegangene Baudenkmäler
In diesem Abschnitt sind Objekte aufgeführt, die früher einmal in der Denkmalliste eingetragen waren, jetzt aber nicht mehr existieren, z. B. weil sie abgebrochen wurden. Aktennummern in diesem Abschnitt sind ehemalige, jetzt nicht mehr gültige Aktennummern.

| Lage                   | Objekt                                  | Beschreibung | Akten-Nr.               | Bild           |
| ---------------------- | --------------------------------------- | --- | ----------------------- | -------------- |
| Lützelebern (Standort) | Ehemaliger Spitalhof, ehemalige Scheune | Nur Umfassungsmauern in Haustein und Bruchstein mit korbbogigen Einfahrtstoren und Giebelseite erhalten, Sandstein, 1732/33 von Johann Georg Dantzer | D-6-74-130-154 Wikidata | weitere Bilder |
| Lützelebern (Standort) | Ehemaliger Spitalhof, Scheune           | Traufständiger Fachwerkbau mit Krüppelwalmdach, um 1800                                                                                              | D-6-74-130-154 Wikidata | BW             |